# Claudio Barragán
Claudio Barragán Escobar (Manises, Valencia, 10 de abril de 1964) es un exfutbolista y entrenador español. Actualmente ejerce como entrenador del C.D. Eldense B, primer filial del Club Deportivo Eldense.

## Trayectoria como jugador

### Inicios
Su carrera se inicia en el Levante, en el que debuta muy joven en Segunda. Luego llegaría al Elche CF, club muy importante en su trayectoria. Perteneció posteriormente al RCD Mallorca, donde fue el jugador referente junto a Miguel Ángel Nadal y con el que disputó en 1991 la final de la Copa del Rey.

### Delantero del "SuperDepor"
En la temporada 1991/92 ficha por el Deportivo de La Coruña, con el que se proclamó campeón de la Copa del Rey 1995 y subcampeón de la Liga 1993/94. Constituyó junto a Bebeto, la gran delantera de aquel denominado "SuperDepor", formando parte de la mítica alineación de aquella época del equipo coruñés, recordada por todo el deportivismo: Liaño, Voro, Nando, Ribera, Miroslav Đukić, López Rekarte, Mauro Silva, Donato, Fran, Bebeto y Claudio.

### Vuelta al Elche y retirada
Tras la llegada de Toshack es traspasado en la temporada 1995-1996 a la UD Salamanca, y pese a anotar 11 goles no pudo evitar el descenso de categoría. Siguió en el club charro en la 1996-1997, pero a mitad de temporada decide regresar al Elche CF, en Segunda B, iniciando una etapa de vaivenes: ascenso a Segunda, descenso a Segunda B y nuevo ascenso a Segunda en 1999, disputando 21 partidos en esa última temporada 1999/00.

### Internacional con la selección española
Claudio hizo su debut con la selección española absoluta y como titular, el 14 de octubre de 1992 en Belfast ante Irlanda del Norte, en partido oficial de la fase de clasificación para el Mundial '94. Disputó en total seis encuentros con el combinado nacional, cinco de ellos como titular.

## Trayectoria como entrenador

### Elche CF
Tras varios años como segundo entrenador del Elche CF de la Segunda División española, en la séptima jornada de la temporada 2008-2009, con el equipo en puestos de descenso, es nombrado primer entrenador del conjunto ilicitano, consiguiendo salvar la categoría con solvencia y renovar por otro año. Sin embargo, las cosas no marcharon igual y fue destituido de su cargo como entrenador del Elche CF el día 4 de octubre de 2009, dejando al equipo en 21.ª posición tras 6 jornadas.

### SD Ponferradina
En la Sociedad Deportiva Ponferradina, equipo de Segunda División, ejerció el cargo de entrenador durante casi 4 temporadas. Su contratación por parte del club berciano se produjo mediada la temporada 2010/2011, en Segunda División, finalizando la temporada en puestos de descenso a Segunda B. A pesar de perder la categoría, fue ratificado en el cargo para la temporada siguiente, en la que logró devolver al equipo berciano a la división de plata apenas un año después, venciendo al CD Tenerife en la última ronda de la fase de ascenso.
En la temporada 2012/13 afrontó su tercer año al frente del club berciano, partiendo con el objetivo de la salvación. Tras un complicado comienzo, la Ponferradina inició una dinámica positiva de resultados y finalmente no pudo clasificarse para el "play-off" de ascenso por un solo gol. Tras esta buena campaña, fue renovado nuevamente para la temporada 2013-14, concluyendo en el puesto 15.º y consiguiendo el objetivo de permanencia en la categoría. Anunció su marcha del club tres días después de terminar el curso.

### Cádiz CF
El 24 de noviembre de 2014, se anuncia su fichaje por el Cádiz CF de Segunda División B, sustituyendo al destituido Antonio Calderón. Antes de acabar la fase regular, consiguió clasificar al Cádiz para la fase de ascenso a Segunda División A, pero perdió contra el Bilbao Athletic. Fue despedido el 18 de abril de 2016, tras sumar un solo punto de los últimos 12 en disputa, aunque el equipo todavía ocupaba posiciones de promoción de ascenso.

### CD Mirandés
El 7 de diciembre de 2016, se incorporó al CD Mirandés, tras la destitución la semana anterior de Carlos Terrazas. Barragán afrontaba el reto de dirigir a un equipo que comenzó la temporada ofreciendo muy buenas sensaciones, pero que ha atravesado una dinámica que le ha llevado a puestos de descenso en Segunda División, aunque con diferencias mínimas con la zona media de la tabla. Sin embargo, fue destituido el 17 de enero de 2017, tras poco más de un mes en el cargo, logrando una victoria y tres derrotas en sus 4 partidos al frente del equipo burgalés.

### Hércules Club de Fútbol
El 17 de octubre de 2017, disputándose la jornada décima de la temporada 2017-18, coge las riendas del Hércules Club de Fútbol para sustituir a Gustavo Siviero. En las filas del conjunto alicantino solo lograría tres victorias en 16 partidos y sería destituido el 11 de febrero de 2018.

### Real Club Recreativo de Huelva
El 12 de febrero de 2020, el Real Club Recreativo de Huelva hizo oficial ha contratación del técnico hasta el final de temporada tras comunicar su despido a Alberto Jiménez Monteagudo. El 24 de enero de 2021 fue destituido tras una derrota de 3-1 ante el Algeciras CF, dejando al equipo 6.º en la tabla en el Grupo IV de la Segunda División B de España.

### Club Deportivo Eldense
En marzo de 2025, el Club Deportivo Eldense anunció la incorporación de Claudio Barragán como nuevo entrenador de su equipo filial, el CD Eldense B, que se encontraba entonces en puestos de descenso en la Lliga Comunitat Valenciana (conocida comercialmente como Lliga À Punt Comunitat). Su llegada, el 8 de marzo, supuso el tercer relevo en el banquillo durante la temporada.
El debut de Barragán se saldó con una victoria por 3–1 frente al líder del grupo, el Benigànim, en la jornada 24 de liga. Bajo su dirección, el equipo sumó siete victorias y una sola derrota en ocho partidos, logrando 21 de 24 puntos posibles y certificando su permanencia de forma matemática antes de la última jornada.
El cierre de temporada llegó con una contundente victoria por 1–5 ante el Carcaixent, coronando una racha final de seis victorias consecutivas.
En julio de 2025, el CD Eldense anunció la renovación de Claudio Barragán como entrenador del filial para la temporada 2025–26, destacando la estabilidad y el rendimiento conseguidos en su breve etapa anterior.
Su cuerpo técnico incluye a Juan Andrés Giménez (segundo entrenador), Josevi González (ayudante técnico), Joan Yagüe (preparador físico), José María Pérez (fisioterapeuta), Julián Rodríguez (entrenador de porteros) y Álex Mira (delegado).

## Estadísticas

### Selección española
| Partidos Jugados | Ganados | Empatados | Perdidos | Goles |
| ---------------- | ------- | --------- | -------- | ----- |
| 6                | 4       | 2         | 0        | 0     |

## Clubes

### Como jugador
| Club                   | País   | Año       | Part. | Goles |
| ---------------------- | ------ | --------- | ----- | ----- |
| Levante                | España | 1980-1984 | 33    | 0     |
| Elche CF               | España | 1984-1989 | 123   | 24    |
| RCD Mallorca           | España | 1989-1991 | 56    | 11    |
| Deportivo de La Coruña | España | 1991-1995 | 112   | 32    |
| UD Salamanca           | España | 1995-1996 | 42    | 11    |
| Elche CF               | España | 1996-2000 | 56    | 12    |

## Palmarés

### Campeonatos nacionales
| Club                 | País   | Año             |
| -------------------- | ------ | --------------- |
| Elche C. F.          | España | 2008-2010       |
| S. D. Ponferradina   | España | 2010-2014       |
| Cádiz C. F.          | España | 2014-2016       |
| C. D. Mirandés       | España | 2016-2017       |
| Hércules de Alicante | España | 2017-2018       |
| Recreativo de Huelva | España | 2020-2021       |
| C.D. Elsense B       | España | 2025-Actualidad |

| Título       | Club                   | País   | Año  |
| ------------ | ---------------------- | ------ | ---- |
| Copa del Rey | Deportivo de La Coruña | España | 1995 |